# Sărțevo, Sliven
Sărțevo (în bulgară Сърцево) este un sat în comuna Tvărdița, regiunea Sliven,  Bulgaria. 

## Demografie
Componența etnică a satului Sărțevo
     Bulgari (81,08%)
     Romi (13,51%)
     Nicio identificare (5,4%)
     Altele (0%)
La recensământul din 2011, populația satului Sărțevo era de 37 locuitori. Din punct de vedere etnic, majoritatea locuitorilor (81,08%) erau bulgari, cu o minoritate de romi (13,51%). Pentru 5,4% din locuitori nu este cunoscută apartenența etnică.